# كلية نيوينغتون
كلية نيوينغتون، هي كلية مستقلة تقع في ستانمور، إحدى الضواحي الغربية الداخلية لسيدني، نيوساوث ويلز، أستراليا. تأسست عام 1863 في نيوينغتون هاوس، سيلفر ووتر، واحتفلت بالذكرى المئوية لتأسيسها في عام 2013. الكلية مفتوحة للأولاد من جميع الأديان والطوائف. تخضع نيوينغتون لقانون برلماني منذ عام 1922.